# Stellaria solaris
Stellaria solaris es una especie de molusco gastrópodo de la familia Xenophoridae. Se distribuye por los océanos Índico y Pacífico. Habita fondos marinos fangosos en la zona circalitoral.
Su concha es grande, mide alrededor de 10 cm y es de color avellana. Es más ancha que alta y bastante fina. Tiene una forma muy característica, con una serie de prolongaciones radiales a lo largo de su espiral. Su cuerpo tiene el pie dividido en dos partes, una que usa para moverse y otro que conforma el opérculo. La cabeza está bien diferenciada del cuerpo, y tiene dos tentáculos con ojos sésiles en la base. Su rádula es tenioglosa.